# Herrarnas lagtävling i florett vid olympiska sommarspelen 1984
Herrarnas lagtävling i florett i de olympiska fäktningstävlingarna 1984 i Los Angeles avgjordes den 4-5 augusti.

## Medaljörer
| Event        | Guld                                                                           | Silver                                                                        | Brons                                                                                |
| Florett, lag | Italien Mauro Numa Andrea Borella Stefano Cerioni Angelo Scuri Andrea Cipressa | Västtyskland Matthias Behr Matthias Gey Harald Hein Frank Beck Klaus Reichert | Frankrike Philippe Omnes Patrick Groc Frederic Pietruszka Pascal Jolyot Marc Cerboni |

## Laguppställningar
| Argentina - Csaba Gaspar - Sergio Luchetti - Marcelo Magnasco - Sergio Turiace Österrike - Joachim Wendt - Dieter Kotlowski - Georg Somloi - Robert Blaschka - Georg Loisel Belgien - Thierry Soumagne - Peter Joos - Stefan Joos - Stéphane Ganeff Kina - Chu Shisheng - Cui Yining - Yu Yifeng - Wang Wei - Zhang Jian - Liu Yunhong Egypten - Ahmed Diab - Abdel Monem El-Husseini - Bilal Rifaat - Khaled Soliman | Frankrike - Frédéric Pietruszka - Pascal Jolyot - Patrick Groc - Philippe Omnès - Marc Cerboni Storbritannien - Bill Gosbee - Pierre Harper - Nick Bell - Rob Bruniges - Graham Paul Hongkong - Ko Yin Fai - Lai Yee Lap - Lam Tak Chuen - Liu Chi On Italien - Mauro Numa - Andrea Borella - Andrea Cipressa - Stefano Cerioni - Angelo Scuri Japan - Nobuyuki Azuma - Yoshihiko Kanatsu - Hidehachi Koyasu - Tadashi Shimokawa - Kenichi Umezawa | Kuwait - Ahmed Al-Ahmed - Khaled Al-Awadhi - Kifah Al-Mutawa - Mohamed Ghaloum Libanon - Henri Darricau - Yves Daniel Darricau - Dany Haddad - Michel Youssef USA - Mike Marx - Greg Massialas - Peter Lewison - Mark Smith - Mike McCahey Västtyskland - Harald Hein - Matthias Behr - Matthias Gey - Klaus Reichert - Frank Beck |